# Worried Man Blues
Worried Man Blues é uma canção folk no repertório da música tradicional.

## Notáveis gravações e performances
The Carter Family gravou essa música para a Victor Talking Machine Company em 1930.
Ela também foi gravada por Woody Guthrie em 1940, The Kingston Trio em 1959, Devo em 1979 e por The Big Fash em 2008.